# Клюге, Герман Августович
 Герман Августович Клюге  (14 мая 1871, Российская империя — 25 декабря 1956, Ленинград) — исследователь северных морей, крупный и разносторонний зоолог, доктор биологических наук. Удостоен звания «Герой труда».

## Биография
Родился 14 мая 1871 года в Радомской губернии (ныне Польша) в мещанской семье подданных Пруссии. Вскоре семья Клюге переехала в Вятку, а потом в Пермскую губернию.
После окончания курса наук во второй Казанской гимназии в 1892 году поступил на естественный разряд физико-математического отделения Казанского университета, будучи в 1896 году выпущен из него с дипломом первой степени и с награждением золотой медалью за сочинение по анатомии систематическому описанию мшанок, водящихся в бассейнах окрестностей Казани. Оставленный с 1 января 1897 года стипендиатом для приготовления к профессорскому званию и по сдаче в 1899 году магистерского экзамена, 12 июня 1900 года удостоен звания приват-доцента по кафедре зоологии, сравнительной анатомии и физиологии, с осеннего семестра того же года открыв курс лекций по зоологии мягкотелых.
Летом 1897 года совершил поездку на Соловецкую биологическую станцию, где он занимался собранием материала к изучению мшанок и моллюсков беломорской фауны. Летом 1901 года был командирован для работы на Неаполитанскую зоологическую станцию, занимался там коллекционированием и изучением анатомии и истории развития морских брюхоногих. Обе экскурсии представили Клюге обильный материал для зоотомических работ на протяжении 1897—1902 годов. С 1904 по 1907 годы Г. А. Клюге был командирован за границу, где работал с коллекциями мшанок в музеях Германии, Швеции, Дании и Англии. В 1907 году он был прикомандирован к Зоологическому музею Академии наук (Петербург) на два года.
В апреле 1909 года Клюге был назначен заведующим Мурманской биологической станцией Петербургского общества естествоиспытателей (город Александровск, Кольский залив Баренцева моря) и проработал на этом посту почти 25 лет. В том, что станция стала крупным научным центром Севера России и долгие годы привлекала для морских исследований многих отечественных биологов (до 50 человек в сезон), велика заслуга её бессменного заведующего Г. А. Клюге. Параллельно с большой административной работой по станции Г. А. продолжил разработку группы мшанок, используя для этого и обширные коллекции Зоологического музея Академии наук.
В виду первой мировой войны, в 1915 году помещения станции были заняты морским министерством. В этом же году её заведующий Г. А. Клюге был арестован по ложному доносу как немецкий шпион и провел около месяца в тюрьме. Его мать, арестованная вместе с ним, в тюрьме покончила жизнь самооубийством. После освобождения Клюге почти год жил в Петрограде. Нормальное функционирование Мурманской станции стало несколько налаживаться только в 1917 году, но начавшаяся революция, а, затем, гражданская война и английская интервенция на Севере России вновь полностью парализовали научную работу.
Станция под руководством Клюге стала восстанавливаться только в 1920 году и через несколько лет научная и педагогическая деятельность на Мурмане в значительной степени возродилась. Начало 30-х годов в советской России было ознаменовано ростом репрессий. В 1933 году практически весь штат Мурманской биологической станции во главе с заведующим Г. А. Клюге был арестован по ложному обвинению в «саботаже научно-практической работы». В результате арестов дальнейшая деятельность Мурманской станции стала невозможной, и она была закрыта. Клюге, получивший 3 года условно, устроился на работу в музей Арктики в Ленинграде, но в 1934 г был выслан из города. Ему удалось оформиться зимовщиком на Новую Землю, где на полярной станции «мыс Желания» он провел более полутора лет. Вернувшись на Большую землю, Герман Августович принял активное участие в организации новой биологической станции в Дальнезеленецкой губе (Восточный Мурман).
Ему удалось вернуться в Ленинград (оставаясь в штате Дальнезеленецкой биологической станции). Крупнейший отечественный специалист по мшанкам, Клюге проработал в Зоологическом институте АН СССР на должности лаборанта около 15 лет. За это время Герман Августович описал свыше 100 новых видов, восемь новых родов и пять новых семейств этих морских беспозвоночных. Им была подготовлена монография «Мшанки северных морей СССР» — капитальный труд, который служит настольной книгой для всех морских зоологов и гидробиологов. Интересовали Клюге и некоторые малоизученные группы морских беспозвоночных. В разное время он занимался изучением Kamptozoa (Entoprocta) и Rhabdopleura (Pterobranchia), а также паразитических Ascothoracida.
Скончался Герман Августович на своем рабочем месте в институте 25 декабря 1956 года.

## Труды
- Очерк естественной истории пресноводных мшанок окрестностей города Казани / [Соч.] Германа Клюге; Из лаб. Зоотом. каб. Казан. ун-та Казань : тип.-лит. Ун-та, 1896
- Мшанки Северных Морей СССР: (Брезоа) 1962
- Экология и распределение мшанок в Баренцевом и Сибирских морях: